# Gueorgui Beregovoi
Gueorgui Beregovoi   (Fedorivka, 15 d'abril de 1921 - Moscou, 30 de juny de 1995), nom complet amb patronímic Gueorgui Timoféievitx Beregovoi (en rus: Гео́ргий Тимофе́евич Берегово́й) o Heorhiï Timofíiovitx Berehoviï (ucraïnès: Гео́ргій Тимофі́йович Берегови́й) fou un cosmonauta soviètic,que va comandar la missió espacial Soiuz 3 el 1968.
En el moment que va comandar el vol, Beregovoi era l’ésser humà més vell que orbitava la Terra, ja que havia nascut tres mesos i tres dies abans que John Glenn, però després de Joe Walker que havia fet vols espacials suborbitals amb un X-15 el 1963 i havia mort el 1966, abans del vol de Beregovoi. Havent fet un vol espacial als 47 anys, Beregovoi fou durant diversos anys la persona més gran que mai havia estat en òrbita (el 1974 va ser superat per Lev Diomin).
Entre 1972 i 1987 fou cap del Centre de Formació de Cosmonautes Iuri Gagarin.

## Biografia

### Primers anys
Beregovoi va néixer el 15 d'abril de 1921 a Fedorivka, a l'óblast de Poltava, República Socialista Soviètica d'Ucraïna (actual Ucraïna). Es va graduar d'una escola el 1938 a Ienàkieve, a l'óblast de Donetsk, Ucraïna. Es va unir a les Forces Aèries Soviètiques (VVS) el 1941, i aviat va ser assignat a una unitat d'atac terrestre que volava l'Iliuixin Il-2 "Xturmovik".
<…> el dia en què em van assignar al front de Kalinin amb un altre grup de pilots, va arribar d'alguna manera, inesperadament. I aviat va passar una cosa que al principi, simplement, em vaig negar a creure <…>. En arribar a la meva destinació, en un dels aeròdroms de primera línia de la zona d'Ostàixkov, vaig sentir immediatament i junts aquells noms que s'havien aplegat per primer cop en els meus somnis infantils <…>. El comandant del 3r exèrcit aeri era M. M. Grómov; un dels seus cossos estava comandat per N. P. Kamanin i la divisió, que incloïa el meu regiment, estava comandada per G. F. Baidukov. Tres pilots famosos del país, tres herois de la Unió Soviètica, que havien rebut aquest títol honorari en temps de pau, <...> la vida dels quals [jo] vaig prendre com a model.  
Va volar unes 185 sortides de combat durant el transcurs de la Segona Guerra Mundial, va ascendir ràpidament a l'escalafó militar i va acabar la guerra com a capità i comandant d'esquadró. El comandant del seu cos era el llavors coronel Nikolai Kamanin, famós aviador polar i futur cap d’entrenament dels cosmonautes al programa espacial soviètic.
Va ser abatut tres vegades. Per l'heroisme, el coratge i la valentia demostrats en les batalles aèries de la Gran Guerra Patriòtica i per 106 missions de combat, mitjançant un decret del Presídium de les Forces Armades de l'URSS de 26 d'octubre de 1944, se li va atorgar el títol d'Heroi de la Unió Soviètica.
Després de la guerra, es va convertir en pilot de provesi, durant els següents setze anys, va provar una seixantena d'avions diferents, entre d'altres el MiG-15 (1949), MiG-19 P (1955), SM-12 (1957), SM-30 (MiG-19) (1956), Iak-25 (1949), Iak-27 K (1956), Su-9 (1958) i Tu-128 (1962). El 1956 es va graduar a l'Acadèmia de la Força Aèria.
Va aconseguir el rang de coronel i el càrrec de subdirector del departament de proves de vol de la força aèria. El 1962 va presentar una sol·licitud i va ser acceptat per a la formació de cosmonautes, patrocinat pel seu antic comandant de la Segona Guerra Mundial, el general Kamanin, que aleshores era el cap de formació dels cosmonautes.

### Carrera com a cosmonauta
El 1965, el coronel Beregovoi tenia previst volar l'any següent amb la sonda Voskhod 3, però la missió mai no es va dur a terme.
El 25 d'octubre de 1968, Beregovoi va portar la Soiuz 3 a l'espai exterior: va orbitar la Terra durant gairebé quatre dies a una altitud de fins a 252 km. Com a part de la seva missió, Beregovoi va maniobrar dues vegades la seva nau cap a posicions d'acoblament amb el satèl·lit no tripulat Soiuz 2,però no va poder establir un enllaç físic directe amb la nauabans de tornar el 30 d'octubre de 1968.
No obstant això, el vol de Beregovoi va ser en certa manera un èxit encoratjador per al programa espacial tripulat soviètic, i el coronel fou rebut com un heroi al seu retorn. La missió de la Soiuz 3 fou l'únic vol espacial de Beregovoi, el qual, poc després, es va retirar del servei actiu, havent estat ascendit a major general.

### Vida posterior
En una cerimònia pública en honor de l'equip cosmonauta soviètic, l’oficial Víktor Ilín va disparar contra el cotxe en què viatjava Beregovoi, en confondre'l amb el cotxe de Bréjnev (una certa semblança externa entre Beregovoi i Bréjnev també va contribuir a l'error). El conductor assegut al costat de Beregovoi va resultar ferit de mort; Beregovoi va resultar lleugerament ferit per fragments del parabrisa del seu cotxe.
Entre el 1972 i el 1987 fou director del Centre de Formació de Cosmonautes. Va fer treballs científics en el camp de l'astronàutica i la psicologia de l'enginyeria. Va defensar la seva tesi doctoral a l'Institut de Cultura Física de Lesgaft i es va doctorar en psicologia. El 1987 es retirà amb el grau militar de tinent general d’aviació.
Fou diputat del Soviet Suprem de l'URSS de la 8a a la 10a convocatòria (1974-1989). Va fer molta feina social.
Morí el 30 de juny de 1995 durant una cirurgia cardíaca. Fou enterrat a Moscou, al cementiri de Novodévitxi.

## Distincions i guardons
Gueorgui Beregovoi va rebre el títol d'Heroi de la Unió Soviètica dues vegades, la primera vegada el 26 d'octubre de 1944 pel seu servei militar durant la Gran Guerra Patriòtica i la segona vegada pel seu vol espacial. Va ser l'únic cosmonauta soviètic que va emprendre el vol espacial sent Heroi de la Unió Soviètica (la màxima distinció soviètica) per una fita prèvia que no estava relacionada amb els viatges espacials.
També va ser guardonat amb les següents condecoracions:
- Medalla "Estrella d'Or" de l'Heroi de la Unió Soviètica núm. 2271 (26 d'octubre de 1944)
- Medalla "Estrella d'Or" de l'Heroi de la Unió Soviètica núm. 48 (1 de novembre de 1968)
- Insígnia de Pilot Cosmonauta de la Unió Soviètica,
- Dues Ordes de Lenin (1944 i 1968)
- Dues Ordes de la Bandera Roja
- Orde d'Alexandre Nevski,
- Orde de Bogdan Khmelnitski, 3a classe, (16/04/1944)
- Dues Ordes de la Guerra Patriòtica, 1a classe, (14/01/1945, 03/11/1985)
- Dues Ordes de l'Estrella Roja, (30/04/1954, 22/02/1955)
- Orde del Servei a la Pàtria a les Forces Armades, 3a classe, (30/04/1975)
- Medalla pel Servei de Combat, (20/06/1949)
- Medalla pel Servei Impecable, 1a classe
- Premi Estatal de l'URSS (1981)
- Medalla de la victòria sobre Alemanya en la Gran Guerra Patriòtica 1941-1945 (1945)
- Medalla per la Conquesta de Budapest (1945)
- Medalla per la Conquesta de Viena (1945)
- Medalla del Centenari de Lenin
- Medalla del 20è Aniversari de la Victòria en la Gran Guerra Patriòtica
- Medalla del 30è Aniversari de l'Exèrcit i l'Armada Soviètics
- Medalla del 40è Aniversari de les Forces Armades Soviètiques
- Medalla del 50è Aniversari de les Forces Armades Soviètiques
- 11 medalles d’aniversari
- Medalla d'or de l'Acadèmia de Ciències de l'URSS Tsiolkovski
- Honorat Mestre d'Esports de l'URSS
- Medalla d'or de l'Exposició dels èxits de l'economia nacional de l'URSS (1969)

Premis estrangers:
Bulgària
- Heroi del Treball Socialista (1970)
- Orde de Gueorgui Dimitrov (1970)
- Medalla "25 anys de poder popular"
- Medalla "100è aniversari de la caiguda del jou otomà" (1979)
- Medalla "100è aniversari del naixement de Gueorgui Dimitrov" (1983)

Hongria
- Orde de la Bandera Nacional (1985)
- Orde de la Bandera Roja, amb diamants
- Medalla d'Or "per la cooperació militar" (1980)

Altres
- Creu de Grunwald, 3a classe (República Popular de Polònia)
- Ordre del Tudor Vladimirescu, 5a classe (Romania)
- Medalla d'Or Iuri Gagarin (Fédération Aéronautique Internationale)
- Medalla d'Or de l'Espai (Fédération Aéronautique Internationale)
- Ciutadà d’honor de les ciutats de Kaluga, Sxólkovo (Rússia), Luhansk, Ienàkieve, Vínnitsia, Konotop (Ucraïna), Telavi (Geòrgia), Pleven, Sliven (Bulgària)

## Obres
- Земля — стратосфера — космос // Terra - estratosfera - espai — Moscou., 1969
- Угол атаки // Angle d'atac — Moscou: Molodaia gvàrdia, 1971. — 255 pàgs.
- Небо начинается на Земле // El cel comença a la Terra — Moscou, 1976
- По зову сердца // A la crida del cor — Мoscou, 1981
- Деятельность космонавта в полёте и повышение её эффективности // Les activitats durant el vol dels cosmonautes i l'augment de la seva eficiència — Мoscou, 1981. — 264 pàgs. (coautors: Pàvel Popóvitx, Borís Volínov et alteri)
- Грань мужества // La vora del coratge — Мoscou, 1982
- О времени и о себе // Sobre el temps i jo mateix- Moscou, 1982
- Космос — землянам // Espai - terrícoles — Moscou, 1983
- Три высоты // Tres altures — Мoscou: Voienizdat, 1986. — 254 pàgs.